# Never Gonna Give You Up
«Never Gonna Give You Up» es una canción creada por el cantante británico Rick Astley. Publicada por la discográfica RCA Records el 27 de julio de 1987, como el primer sencillo de su álbum debut de estudio titulado Whenever You Need Somebody (1987). Fue compuesta y producida por Stock, Aitken & Waterman. La canción se convirtió en un éxito mundial, alcanzó la posición número 1 en más de veinticinco países. En Reino Unido permaneció cinco semanas, convirtiéndose en el sencillo más vendido del país. En Australia alcanzó la posición número 1 en diciembre de 1987 y el 1 de marzo del año siguiente en Estados Unidos.

## Video musical
El video musical fue dirigido por Simon West, donde se ve a Astley cantando y bailando el tema en diferentes locaciones, a veces acompañado por bailarines de respaldo. Un cantinero interpretado por Clive Clarke tiene una notable presencia en el video musical y su comportamiento cambia gradualmente desde casualmente notificar a Astley de como canta a enérgicos movimientos acrobáticos. La ejecución atlética de varios de los otros bailarines también se vuelve más intensa a través de la interpretación del artista Rick Astley.

## Rickrolling
"Never Gonna Give You Up" es el tema de una popular broma o fenómeno de Internet conocida como "rickrolling" que trata de engañar a alguien a clickear un enlace que redirige al vídeo musical de la canción. En mayo de 2007 la práctica alcanzó notoriedad en Internet, y aumentó su popularidad después de su uso en el Día de los inocentes en 2008 por varias compañías y sitios web, incluyendo a YouTube, que redirigió todos los videos destacados de ese día al videoclip y un sitio web que apoyaba a la gente a "rickrollear" a sus amigos por teléfono.
En un 'par de días', cerca de 13 millones de personas fueron "rickroleadas" con el video de Astley, dijo la BBC el 1 de abril de 2008. "Yo creo que es una de esas cosas que uno toma si sabe que la demás gente lo hace junto", Astley dijo a Los Angeles Times a finales de marzo de 2008, añadiendo: "Qué brillante es internet".

## En la cultura popular
- En el episodio "Charlie Has Cancer" de la comedia It's Always Sunny in Philadelphia, Dennis canta la canción mientras la escucha en la radio de su auto.
- La canción de Nick Lowe "All Men are Liars" referencia a la canción en la letra cuando dice: "Do you remember Rick Astley?/ He had a big fat hit that was ghastly / He said I'm never gonna give you up or let you down / Well I'm here to tell ya that Dick's a clown." ("Recuerdas a Rick Astley? / Tenía un gran hit que era de pelos / El dijo nunca te abandonaré o defraudaré / Bueno ahora estoy aquí para decir que Dick es un payaso")
- FKW grabó su propia versión de la canción para su álbum de 1993 Never Gonna Give You Up, que fue lanzado en la misma discográfica de Astley, PWL.
- DJ Raiden lanzó un álbum de remixes con varias versiones de la canción y versiones cover, remixes y EP en 2008 bajo  Universal Records.
- En 1997, la banda francesa 2 Be 3 grabó una versión cover bajo el nombre "Toujours là pour toi", que fue un gran suceso en Francia (#4) y Bélgica (Valonia) (#12).[10]
- Tay Zonday grabó un cover de "Never Gonna Give You Up" en 2007.[11]
- The Boondocks tenía una parodia de "Never Gonna Give You Up" en el fondo durante el segmento de Lionel Richie en "Ataque de la Perra Zorro Asesina Kung-Fu" en la temporada 2 de la serie de TV. Sin embargo, no es interpretada por Rick Astley.
- El drama adolescente popular canadiense Degrassi: The Next Generation, que es conocido por nombrar cada episodio como una canción de los ochenta, nombró un episodio como esta canción.[12]
- Brian Griffin (Seth MacFarlane) cantó "Never Gonna Give You Up" en el episodio de Family Guy "Conoce a los Quagmires", introduciéndola como "Esta canción la escribió un gay". El episodio parodia a la película Regreso al futuro, que hace que Brian haga volver en el tiempo e interpretar la canción que debería ser por Astley.
- La canción se toca brevemente en una radio de auto durante el episodio de Doctor Who "El día del padre", ambientado a finales de 1987.
- Mike Peters, locutor del programa radial Prerecorded Comedy Live en 91.7 FM WSUM en Madison, Wisconsin, dedicó una hora entera a la canción el 29 de marzo de 2008 como una broma del día de los inocentes. Comenzando con el original, cada canción subsecuente era una versión cover o algo parecido usualmente seguido de la canción original y otro cover. Los covers consisten en covers amateur sacados de YouTube, una versión MIDI, una versión rápida y una versión distorsionada del original.[13]
- Peter Kay usó una grabación en cinta de la canción para demostrar el baile disco en uno de sus shows en vivo.
- El artista eurobeat Kevin Johnson grabó una versión cover de la canción para el álbum Super Eurobeat 149.[14]
- Zero Point hizo otro cover eurobeat para el álbum ParaPara Hyper Best.[15]
- El cómic web XKCD de Randall Munroe hizo un abstracto de 'Never Gonna Give You Up' en el comic 389 Keeping Time.
- En abril de 2008 un remix house de la canción fue producido por un grupo de productores de dance de Londres trabajando bajo el pseudónimo de "The Rickrollerz" en el día de, y en honor, del London Liverpool Street Station "Rickmob" el 11 de abril.
- El productor del Reino Unido Simple Sigh también produjo un remix en abril de 2008, titulado "Never Gonna Give You Up (Simple Sigh's RickRoll Remix).[16]
- En Charlie the Unicorn, un corto de YouTube, en el capítulo de promoción de Youtube Live, se muestra a Rick Astley y se menciona un pedazo de la letra de Never Gonna Give You Up.
- Dentro de los segmentos noticiosos de la entonces televisora del estado mexicano, Imevision (ahora televisión privada TV Azteca), se podía escuchar de fondo el éxito Never Gonna Give You Up dentro de las notas rápidas deportivas.
- En un comercial de Bimbo aparece esta canción con un remix.
- En el videojuego Slendytubbies 2, publicado en 2015, hay un "easter egg" en el que aparece Rick Astley improvisando la coreografía del videoclip de Never Gonna Give You Up, además de que suena la canción de fondo.
- En 2017 Foo Fighters invitó a Rick Astley a subir al escenario para interpretar juntos una versión grunge de su canción.
- Aparece en el videojuego Just Dance 4.
- En el videojuego Fortnite, existe un baile llamado Never Gonna en el que suena la canción de fondo.
- El usuario de Youtube "Grandayy" realizó un mashup entre Never Gonna Give You Up y Shooting Stars de Bag Raiders llamado Never Gonna Shoot Your Stars.
- En el tráiler de película Ralph el demoledor 2 aparece como canción de fondo.
- En la escena poscréditos de Ralph el demoledor 2 nos "rickrolean" al "mostrarnos" un sneak peek de Frozen 2 pero al final nos muestran a Ralph y otros personajes cantando la canción.
- El personaje de Amaro Gomas-Hablos de la serie parodia a 31 minutos, "31 minutos mal hecho", realizó un cover muy mal cantado de la canción para las promociones de la tercera temporada de la serie.
- En la séptima gala de la undécima edición del programa de televisión musical Operación Triunfo, Flavio y Gèrard interpretaron una versión a dúo de la canción.

## Posicionamiento en listas
| Listas (1987-1988)                              | Mejor posición |
| ----------------------------------------------- | -------------- |
| Alemania (Media Control AG)                     | 1              |
| Australia (Kent Music Report)                   | 1              |
| Austria (Ö3 Austria Top 40)                     | 4              |
| Bélgica (Flandes) (Ultratop 50)                 | 1              |
| Bélgica (VRT Top 30 Flanders)                   | 1              |
| Canadá (RPM 100 Singles)                        | 1              |
| Canadá (RPM Adult Contemporary)                 | 1              |
| Dinamarca (Tracklisten)                         | 1              |
| España (AFYVE)                                  | 1              |
| España (Los 40 Principales)                     | 1              |
| Finlandia (The Official Finnish Charts)         | 1              |
| Francia (SNEP)                                  | 6              |
| Irlanda (IRMA)                                  | 2              |
| Italia (FIMI)                                   | 3              |
| Nueva Zelanda (Recorded Music NZ)               | 1              |
| Noruega (VG-lista)                              | 1              |
| Países Bajos (Dutch Top 40)                     | 1              |
| Países Bajos (Mega Single Top 100)              | 1              |
| Reino Unido (Official Charts Company)           | 1              |
| Sudáfrica                                       | 1              |
| Suecia (Sverigetopplistan)                      | 1              |
| Suiza (Schweizer Hitparade)                     | 2              |
| US Billboard Hot 100                            | 1              |
| US Billboard Hot Adult Contemporary             | 1              |
| US Billboard Hot Dance Club Play                | 1              |
| US Billboard Hot Dance Music/Maxi-Singles Sales | 1              |

| Predecesor: "I Just Can't Stop Loving You" por Michael Jackson y Siedah Garrett | Sencillo número 1 en UK 24 de agosto de 1987                                      | Sucesor: "Pump Up the Volume" por M/A/R/R/S                                        |
| Predecesor: "It's a Sin" por Pet Shop Boys                                      | Sencillo número 1 sueco 30 de septiembre de 1987 - 11 de noviembre de 1987        | Sucesor: "Oh Mama" por Lili & Sussie                                               |
| Predecesor: "Brilliant Disguise" por Bruce Springsteen                          | Sencillo número 1 noruego 43/1987                                                 | Sucesor: "Voyage voyage" por Desireless                                            |
| Predecesor: "I'm Beggin' You" por Supertramp                                    | Sencillo número 1 de Billboard Hot Dance Club Play 23 de enero de 1988            | Sucesor: "What Have I Done to Deserve This?" por Pet Shop Boys y Dusty Springfield |
| Predecesor: "Father Figure" por George Michael                                  | Sencillo número 1 del Billboard Hot 100 12 de marzo de 1988 - 19 de marzo de 1988 | Sucesor: "Man in the Mirror" por Michael Jackson                                   |